# Brutus Hamilton
Brutus Kerr Hamilton, född 19 juli 1900 i Peculiar i Missouri, död 28 december 1970 i Berkeley, Kalifornien, var en amerikansk friidrottare.
Hamilton blev olympisk silvermedaljör i tiokamp vid sommarspelen 1920 i Antwerpen.